# NGC 7562
NGC 7562 est une galaxie elliptique située dans la constellation des Poissons. Sa vitesse par rapport au fond diffus cosmologique est de 3 237 ± 26 km/s, ce qui correspond à une distance de Hubble de 47,7 ± 3,4 Mpc (∼156 millions d'al). NGC 7562 a été découverte par l'astronome germano-britannique William Herschel en 1785.
NGC 7562 présente une large raie HI. NGC 7562 est une galaxie à noyau actif de type BL Lacertae
Selon une étude publiée en 1996, NGC 7562 présente de la poussière interstellaire dans les régions proches de son noyau ainsi qu'une structure perturbée, en forme de coquilles ou d'ondulations, dans ses régions périphériques. Selon les auteurs de cette étude, ces caractéristiques pourraient être dues à une accrétion de matière provenant de NGC 7557 ou à une interaction gravitationnelle avec celle-ci.
À ce jour, 13 mesures non basées sur le décalage vers le rouge (redshift) donnent une distance de 48,115 ± 11,238 Mpc (∼157 millions d'al), ce qui est à l'intérieur des valeurs de la distance de Hubble.

## Groupe de NGC 7619
Selon A. M. Garcia, NGC 7562 est membre du groupe de NGC 7619. Selon lui, ce groupe de galaxies renferme au moins 25 membres. Mais, selon un article plus récent publié par Levy et ses collègues en 2007, certaines galaxies retenues par Garcia font aussi partie d'un groupe de galaxies situé dans le centre de l'amas de Pégasus I,. Selon cet article, ce groupe renfermerait 30 galaxies. La galaxie NGC 7562 est dans la liste de Garcia. Sengupta et coll. font aussi mention de ce groupe dans un article plublié en 2006. Ils n'incluent que 17 galaxies, toutes émettrices de rayon X, mais elles se retrouvent soit dans le liste de Garcia ou dans celle de Levy et souvent dans les deux listes, à l'exception de KUG 2318+079B. La galaxie CGCG 406-086 est une autre désignation pour KUG 2318+079B qui est dans la liste de Levy. De même la désignation Z406-086 est la galaxie CGCG 406-086. En ajoutant la galaxie KUG 2318+079B, on obtient un total d'au moins 43 membres pour ce groupe. Cependant, la galaxie désignée comme [OB97] P05-6 dans la liste de Levy est introuvable dans toutes les sources consultées. Le calcul de la distance moyenne du groupe a donc pris en compte 42 galaxies. Abraham Mahtessian mentionne aussi l'existence de ce groupe, mais toutes les galaxies qu'il inclue dans celui-ci sont aussi dans la liste de Garcia.
La moyenne des distances et des incertitudes des galaxies de la liste de Garcia est de 47,5 ± 3,3 Mpc (∼155 millions d'al) et celle de Levy et ses collègues est de 49,7 ± 3,5 Mpc (∼162 millions d'al). La moyenne des distances et des incertitudes des galaxies des deux groupes réunis est de 49,1 ± 3,9 Mpc (∼160 millions d'al). 
Selon un article de E.L. Turner plubié en 1976, NGC 7557 et NGC 7562 forment une paire de galaxies rapprochées. La base de données NASA/IPAC mentionne aussi cette paire. Puisque les distances de NGC 7557 et NGC 7562 sont respectivement de 48,98 ± 3,47 Mpc (∼160 millions d'al) et de 47,74 ± 3,37 Mpc (∼156 millions d'al), elles forment sans aucun doute une paire de galaxies rapprochées.